# Eugahania mongolica
Eugahania mongolica är en stekelart som beskrevs av Hoffer 1970. Eugahania mongolica ingår i släktet Eugahania och familjen sköldlussteklar.
Artens utbredningsområde är Mongoliet. Inga underarter finns listade i Catalogue of Life.